# Kontarne
Kontarne (en ukrainien : Контарне, en russe : Контарное, Kontarnoïe) est une commune urbaine de l'est de l'Ukraine, dans l'oblast de Donetsk, dépendante du raïon de Horlivka. Sa population s'élevait à 1433 habitants en 2019.

## Géographie
Kontarne est situé sur le Plateau du Donets, à 222 mètres d'altitude. La localité se trouve à 53 km à l'est de la ville de Donetsk.